# District des Montagnes
Le district des Montagnes est un district de Côte d'Ivoire, en Afrique de l'ouest, qui a pour chef-lieu la ville de Man.
En 2021, sa population est de 3 027 023 habitants.
Ce district s'étend à l'ouest du pays et comprend les régions de Tonkpi (au nord), Guémon (au centre-est) et Cavally (au sud) . Le district est créé en 2011 par le décret n°2011-263 du 28 septembre portant organisation du territoire national en districts et en Régions.

## Situation géographique
Il est entouré, au nord, par la frontière avec la Guinée et le district du Woroba; à l'est et au sud par le district du Sassandra-Marahoué et le district du Bas-Sassandra ; et à l'ouest par le Libéria.
Il est le district de Côte-d'Ivoire avec le plus de réserves naturelles (parcs nationaux, forêts classées, réserves fauniques, etc.)

## Villes principales
Capitales régionales: 
- Man, capitale du district (région de Tonkpi)
- Duékoué (région de Guémon)
- Guiglo (région de Cavally)
- Danané (région du Tonkpi)

Villes secondaires: 
- Biankouma (région de Tonkpi)
- Sipilou (région de Tonkpi)
- Zouan-Hounien (région de Tonkpi)
- Facobly (région de Guémon)
- Kouibly (région de Guémon)
- Bangolo (région de Guémon)
- Blolequin (région de Cavally)
- Toulepleu (région de Cavally)
- Taï (région de Cavally)

## Réserves naturelles
Le District des Montagnes est connu pour abriter un grand nombre de réserves naturelles de faune et de flore.
Du nord au sud du district:
- Parc national du Mont Sangbé
- Réserve naturelle intégrale du Mont Nimba
- Parc national du Mont Péko
- Forêt classée du Scio
- Forêt classée de Goin-Débé
- Réserve de faune du N'Zo
- Forêt classée du Cavally
- Parc national de Taï

## Galerie

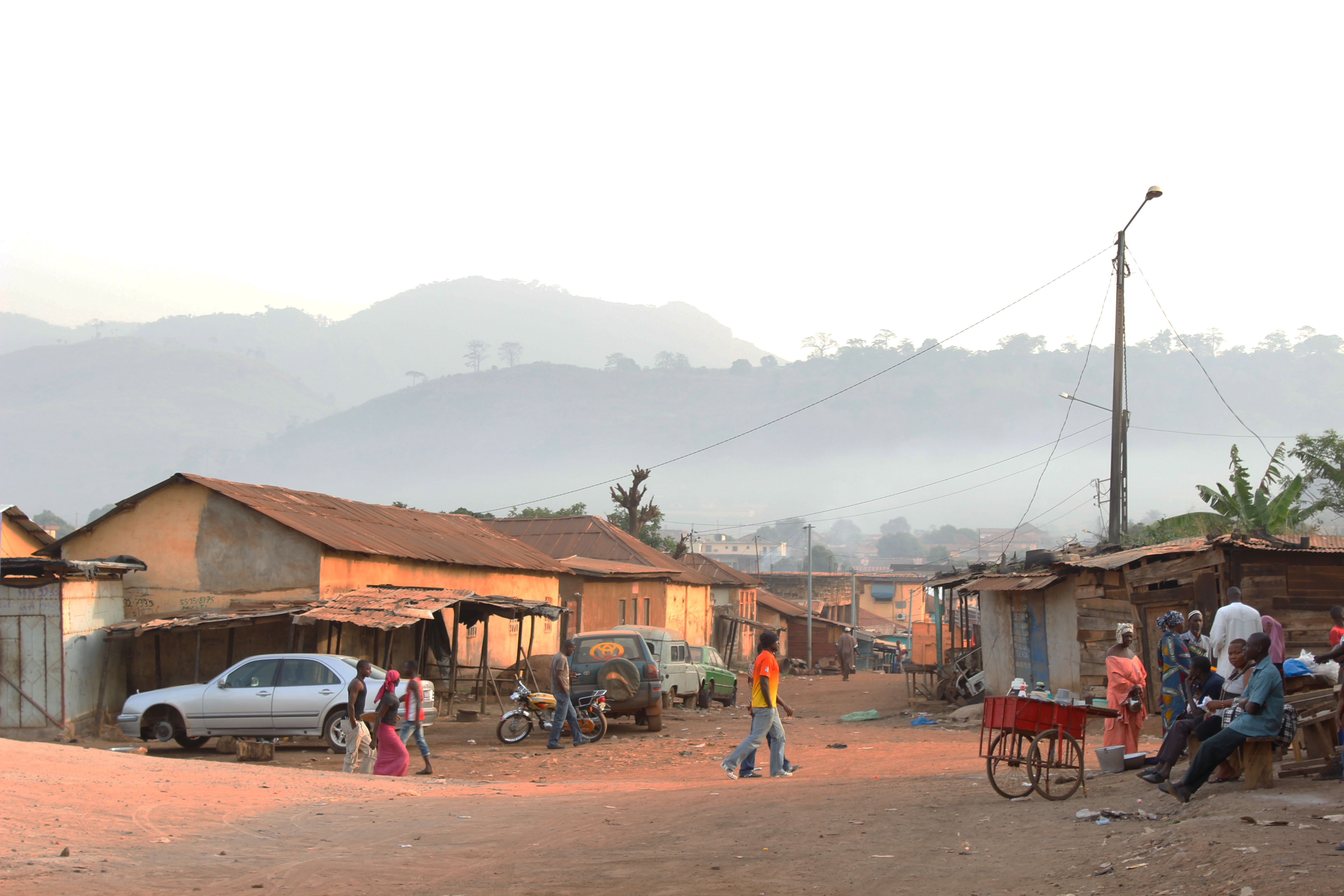
Une rue de Man, la capitale administrative du district, ville entourée de 18 « montagnes ».
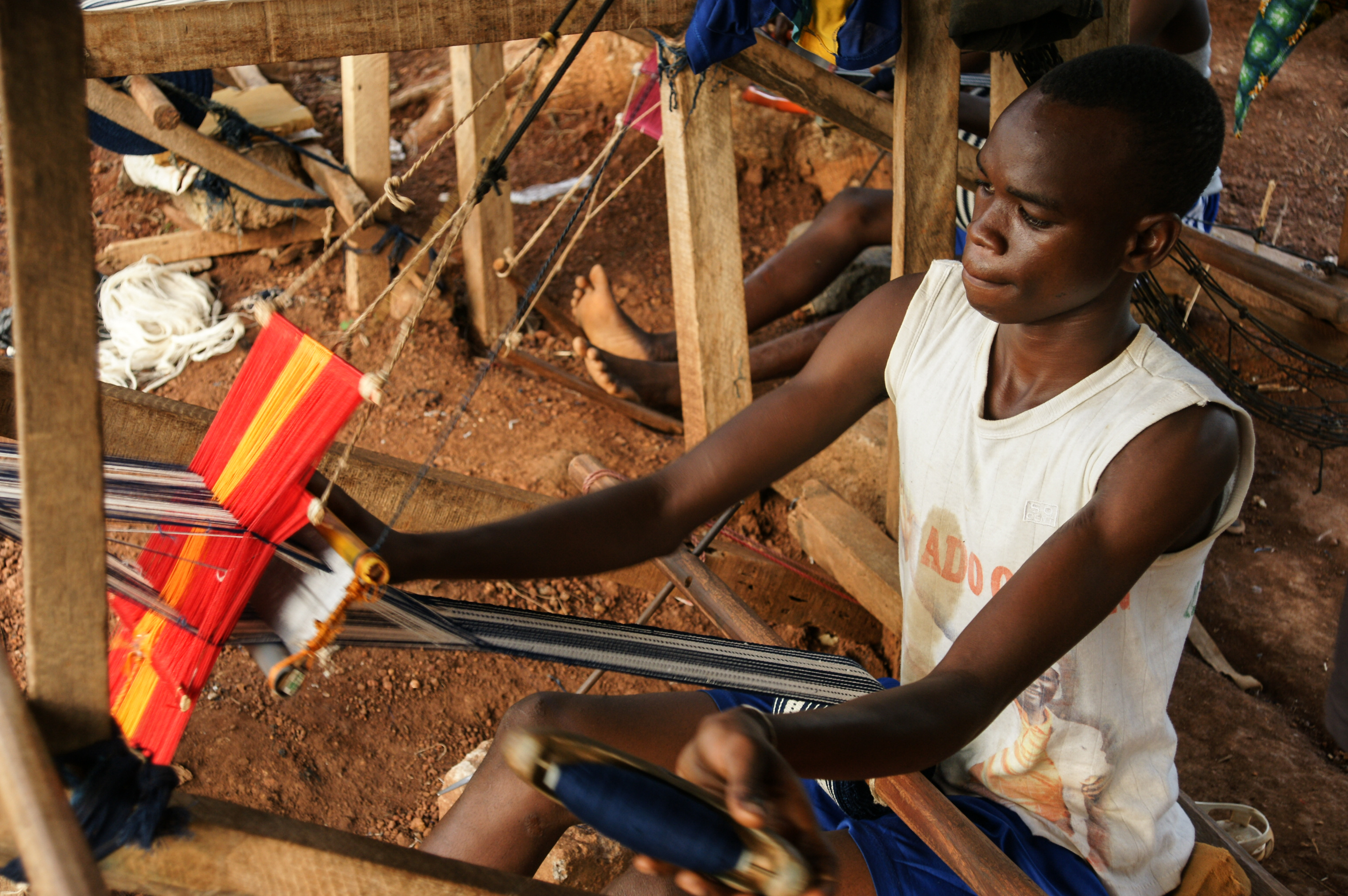
Artisan tisserand de la ville de Man, en train de réaliser un tissu traditionnel.
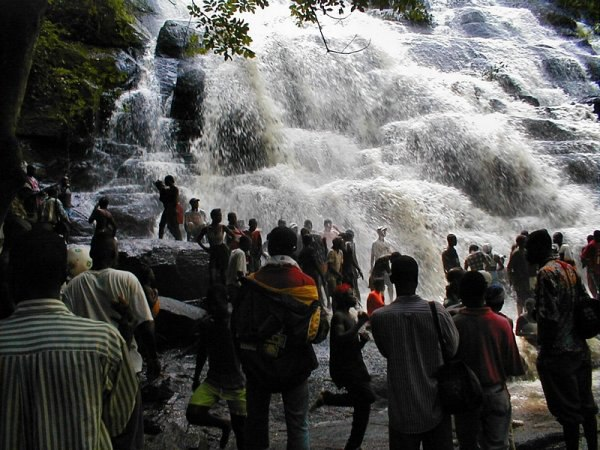
Les cascades de Man sont un lieu touristique prisé.
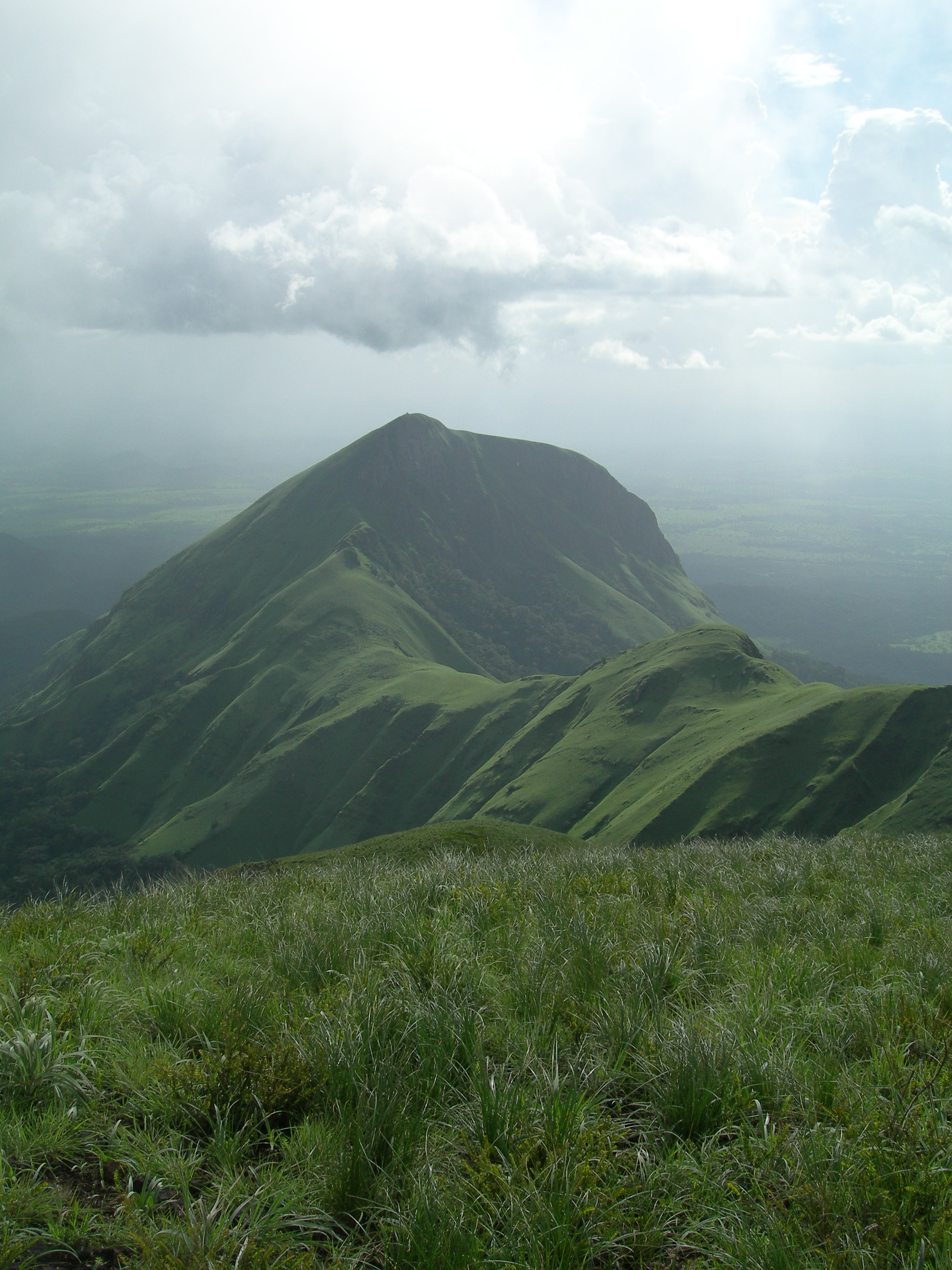
Le Mont Nimba (1752m), dans la Réserve transfrontalière naturelle intégrale du Mont Nimba, délimite la frontière naturelle entre le District des Montagnes et la Guinée, dans l'ouest du district (à gauche: la Côte-d'Ivoire; à droite: la Guinée; au fond: le Libéria).
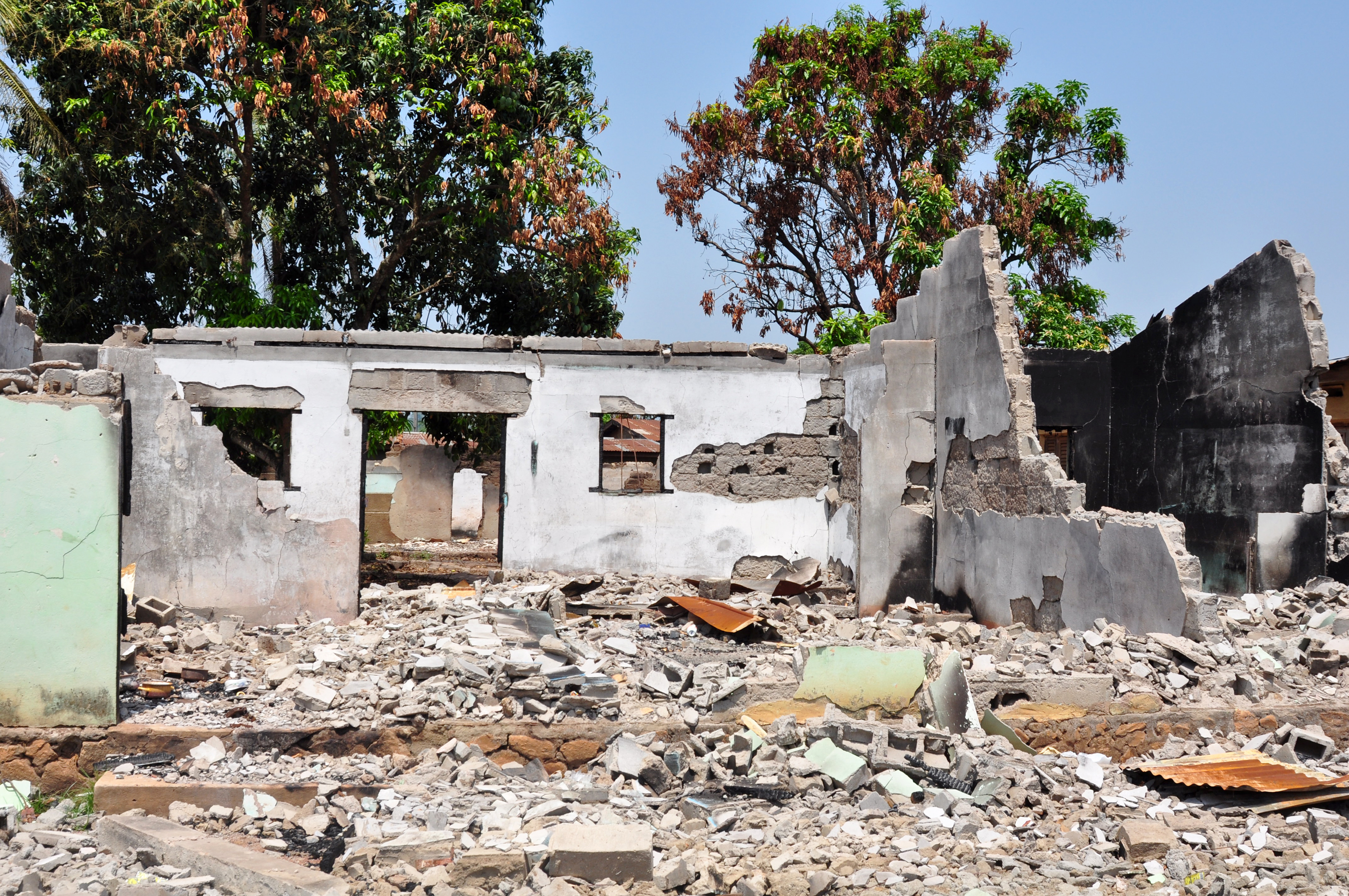
La ville de Duékoué (dans l'est du district) a connu d'importantes destructions lors de la bataille de Duékoué (2011)
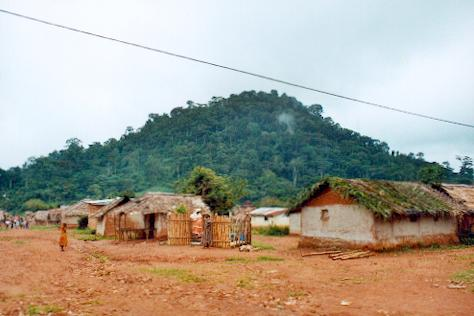
Mantongouiné - vue du village avec la montagne Lonhon, près de Danané (dans l'ouest).
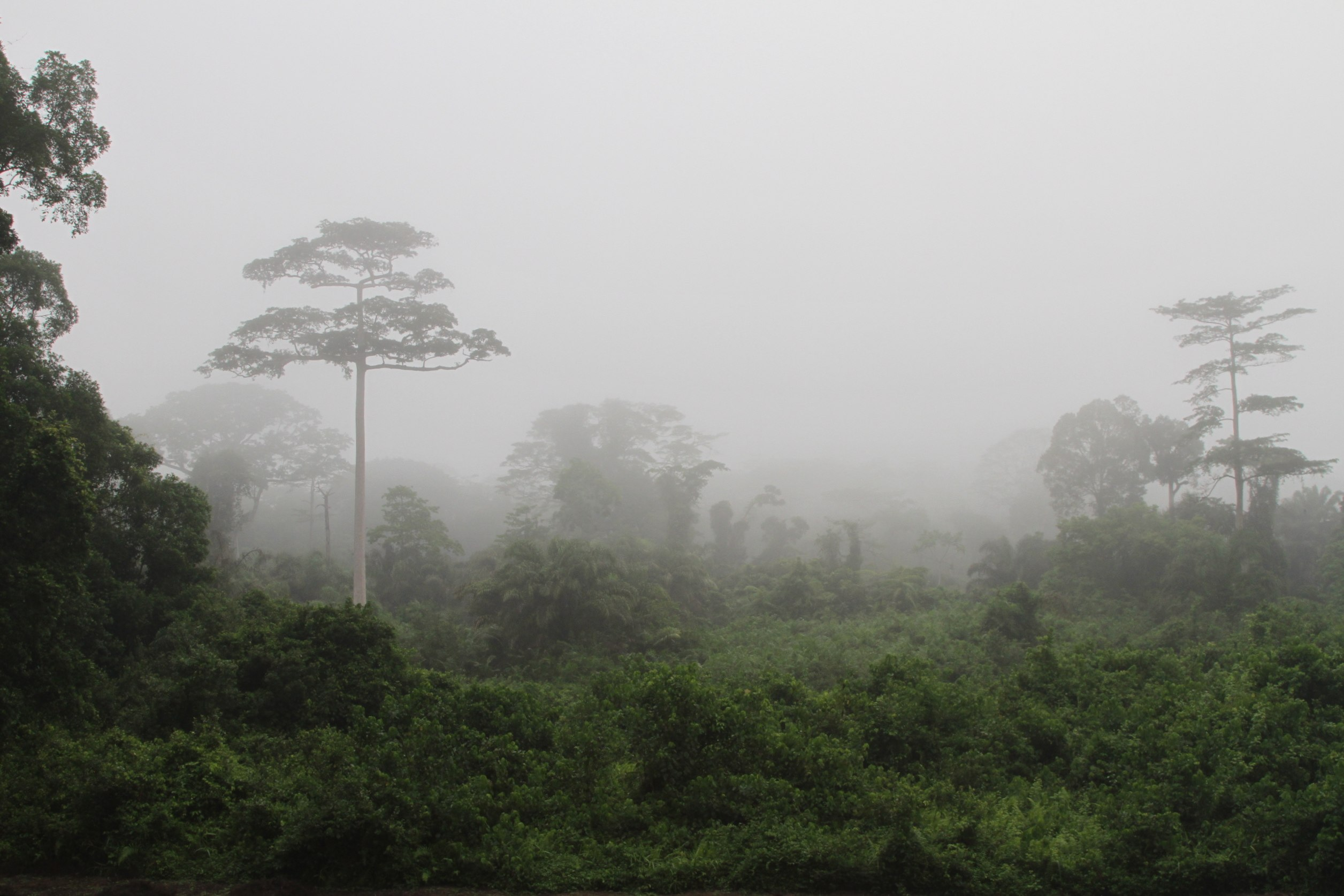
Au sud du district s'étend le Parc national de Taï (inscrit au patrimoine mondial de l'UNESCO depuis 1982). Il comporte des espèces endémiques uniques au monde. C'est un lieu de recherche scientifique et d'écotourisme exceptionnel.
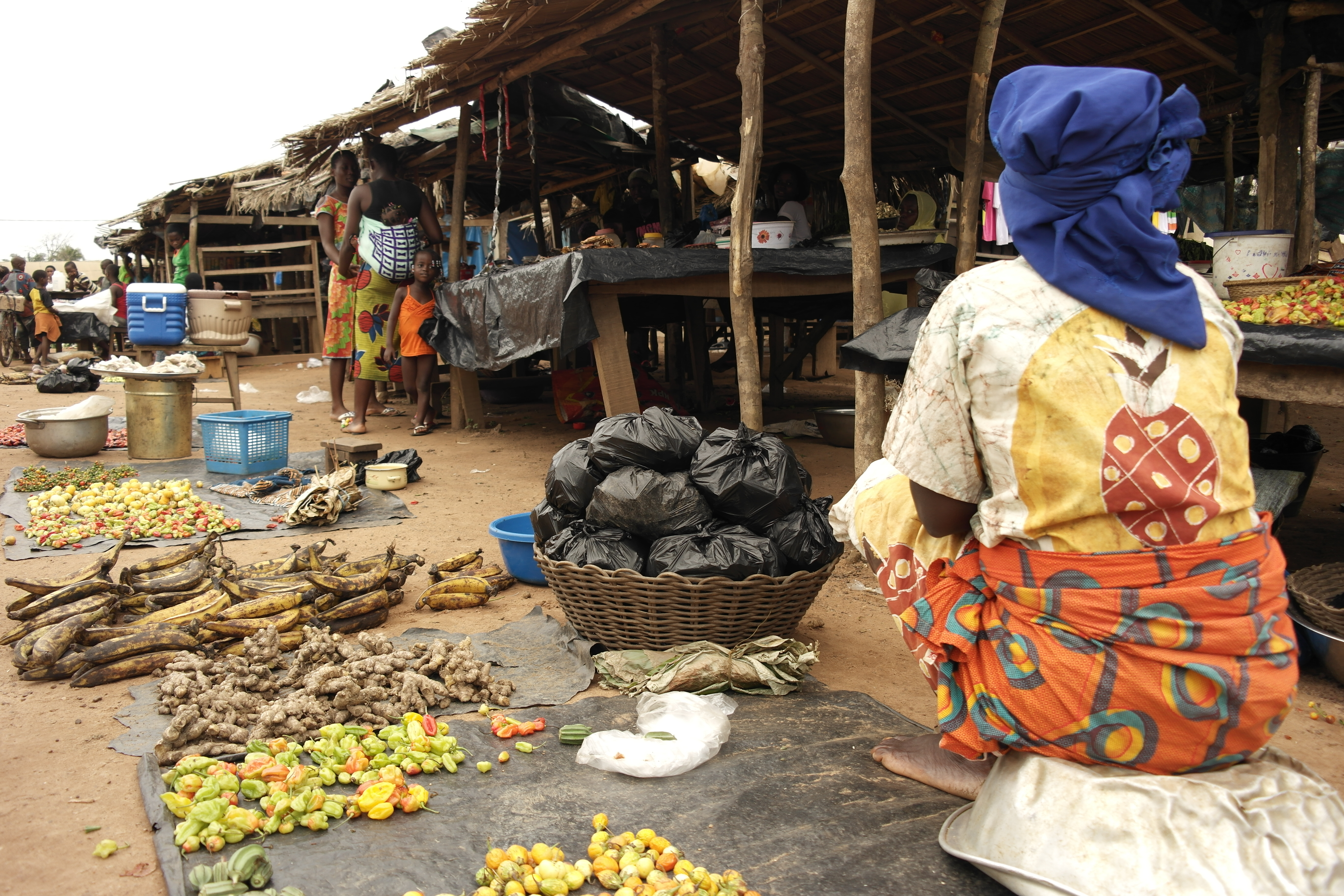
Le marché de la ville de Taï, aux portes du Parc national.